# Prosevania abdominalis
Prosevania abdominalis är en stekelart som först beskrevs av Günther Enderlein 1913.  Prosevania abdominalis ingår i släktet Prosevania och familjen hungersteklar. Inga underarter finns listade i Catalogue of Life.